# 惡魔獵人4
《惡魔獵人4》最早於2006年舉行的東京電玩展（TGS）由日本卡普空公司宣佈推出PlayStation 3版本，是惡魔獵人系列首次登陸次世代遊戲機的作品，其後宣佈會同時推出Xbox 360及PC版本。本作以全新角色尼祿（Nero）為主角，與以往一直以但丁（Dante）為主角有所不同，但在本作中雙方對頭。遊戲定於2008年2月5日於日本地區首先推出PS3及Xbox 360版本，而PC版方面，卡普空公司在2008年7月中旬向公眾釋出《惡魔獵人4》PC體驗版，正式版则在2008年7月24日于日本地区以及7月8日于北美地区发售。《惡魔獵人4》PC版是“惡魔獵人”系列首次支持DirectX 10的游戏。

系列作第四部主角：尼祿（Nero）

《惡魔獵人4 特别版》（Devil May Cry 4 Special Edition）已於2015年6月23日全球發行，對應PS4、Xbox One、PC平台。

## 概要
2005年舉行的E3電玩展中，卡普空公司展示了一段以但丁（Dante）為主角的短片，片段中的但丁以快速移動及靈敏身手展示了惡魔獵人系列續作的初步構思。在2006年東京電玩展上，《惡魔獵人4》正式對外發佈，遊戲預定於PlayStation 3上開發，場內展示了多段相關的遊戲片段，但是遊戲主角已經換上全新角色尼祿（Nero）。
2007年3月19日，卡普空宣佈《惡魔獵人4》將會同時推出Xbox 360及PC版本，否定了是PlayStation 3獨佔的遊戲。其後日本電玩通（Famitsu）雜誌訪問遊戲製作人小林裕幸得知，但丁（Dante）不只會是《惡魔獵人4》其中一個可以操控角色，而是整個故事之中的第二個主角，玩家將會透過尼祿來了解但丁的動機與真意。同時小林表示PlayStation 3版本跟Xbox 360版本的內容將會完全相同。

## 故事及人物
《惡魔獵人4》的時間點在1代之後。位於歐洲大陸沿岸的要塞城市「佛圖納」（Fortuna），魔劍教團是該城的宗教組織，崇拜挺身為人類對抗魔界大軍的「斯巴達」（Sparda，即是但丁之父），憎恨並排斥斯巴達之外的惡魔，以驅除惡魔為目標，成立了一支部隊「教團騎士」，並且有著技術局負責研究對付惡魔的武器。主角尼祿（Nero）是「教團騎士」成員之一，是一名擁有惡魔之右腕的年輕騎士。直到某天，但丁（Dante）從蕾蒂（Lady）口中得知魔劍教團的陰謀後，便突襲正在舉行魔劍祭的歌劇院，當場刺殺了教皇，並屠殺魔劍教團的成員。於是尼祿便跟但丁展開一場激鬥，最後尼祿利用他的「惡魔右腕」成功擊退但丁。由於教團的人未知但丁襲擊的原因，於是教團騎士長克雷多（Credo）命令尼祿前往追捕但丁。尼祿離開總部時發覺佛圖納已經完全被惡魔侵佔，就此展開了《惡魔獵人4》的故事。

## 系統
尼祿擁有全新的戰鬥能力「Devil Bringer」以及紅色皇后所特有的「Exceed」。「Devil Bringer」可以利用惡魔之力吸取敵人能力，並擁有抓取及特寫攻擊的能力，大幅減低了遊戲難度。「Exceed」可強化紅色皇后的攻擊力，隨著技能的購買與提升，攻擊方式將會有所不同。
但丁擁有全新的切換風格系統，按下對應的十字鍵，可以在遊戲中即時切換風格，與前作只能在遊戲開始前選擇風格大有不同。
但丁多了一個新風格—「Dark Slayer」，是前作中但丁的兄長所使用的風格，能夠使用閻魔刀。

## PS3體驗版
體驗版於2008年1月24日在PS Store釋出。

## 电脑體驗版
电脑體驗版是在2008年7月中旬在官方網站釋出，容量大小為1.2GB左右，是一個WinRAR壓縮檔案，壓縮檔案裏包含一個體驗版安裝檔以及遊戲3D運作測試程式安裝檔，應體驗版的版本也包含着遊戲3D運作測試項目。試玩版關卡是正式版的第二關，應試玩的關卡地方是有一些部份地方沒有包含，但有一個第二關多數關卡以及一個Boss鬥爭關卡。

## 電腦版的新增內容
電腦版有些內容是Xbox 360版以及PS3版是沒有的，例如將遊戲增加1.2倍的速度、新增「傳奇黑武士」模式、自定義按鍵跟畫面、遊戲3D運作測試...等都是電腦版獨有的內容。

## 特別版
2015年6月23日全球發行《惡魔獵人4 特别版》（Devil May Cry 4 Special Edition），對應PS4、Xbox One、PC平台。
畫面解析度提升，還增加了三名角色可供玩家選擇，增加了但丁的雙胞胎兄弟維吉爾（Vergil）、以及新登場的兩位女性蕾蒂（Lady）、翠絲（Trish）。此外新增「黑暗騎士傳說」（Legendary Dark Knight）模式，難度非常高，戰役模式中，就算是遊戲的前期也會出現很多後期的怪物，在數量上也增加了許多。
2019年3月28日，卡普空为各平台的《鬼泣4 特别版》游戏增加了繁简中文的游戏内容。
2020年1月15日，卡普空的手機遊戲《戰國BASARA 戰鬥派對》與本遊戲推出聯名合作活動。

## 相關条目
- 支持DirectX 10游戏列表
- 惡魔獵人3
- CAPCOM

## 外部連結
- 《惡魔獵人4》官方網站（页面存档备份，存于）